# 김태민 (1995년)
김태민(1995년 7월 24일 ~ )은 대한민국의 배우이다.

## 출연작

### 영화
- 《사랑, 시간에 머물다》 (2018년)
- 《속닥속닥》 (2018년) - 동일 역

### 드라마
- 《악동탐정스 시즌2》 (2018년, 네이버TV) - 류지성 역
- 《내일도 맑음》 (2018년, KBS1) - 황지후 역

### 예능
- 《PRODUCE 101 시즌 2》 (Mnet, 2017년)

### 뮤직비디오
- 임팩트 - 빛나
- 다비치 - 헤어졌다 만났다
- 티아라 - 나 어떡해